# Kaliska (powiat świecki)
Kaliska – mała osada w Polsce położona w województwie kujawsko-pomorskim, w powiecie świeckim, w gminie Drzycim nad Wdą. Osada wchodzi w skład sołectwa Gródek.
W latach 1975–1998 miejscowość administracyjnie należała do województwa bydgoskiego.
Inne miejscowości o nazwie Kaliska: Kaliska